# ليزلي هولدريدغ
ليزلي هولدريدغ (بالإنجليزية: Leslie Holdridge)‏ هو عالم نبات أمريكي، ولد في 29 سبتمبر 1907 في ليديارد في الولايات المتحدة، وتوفي في 19 يونيو 1999 في ماريلند في الولايات المتحدة.